# Malvastrum
Malvastrum es un género con 300 especies de plantas fanerógamas perteneciente a la familia  Malvaceae.  Es originario de América. 

## Descripción
Son arbustos o sufrútices erectos; los tallos con tricomas estrellados erectos o adpresos. Las hojas ovadas o lanceoladas, generalmente simples, crenadas o dentadas. Las inflorescencias se presentan en forma de espigas o racimos apicales, o las flores solitarias en las axilas; calículo de 3 bractéolas filiformes o espatuladas; cáliz 5-lobado; los pétalos amarillos o anaranjados; androceo incluso; estigmas capitados. Frutos oblatos, setosos o pubescentes.

## Taxonomía
El género fue descrito por Asa Gray y publicado en Memoirs of the American Academy of Arts and Science, new series 4(1): 21-22, en el año 1849. La especie tipo es Malvastrum wrightii A.Gray.

## Especies seleccionadas
- Malvastrum aboriginum
- Malvastrum abbottii
- Malvastrum acaule
- Malvastrum albens
- Malvastrum alberti
- Malvastrum alexandri
- Malvastrum alismatifolium
- Malvastrum ambliphyllum
- Malvastrum americanum (L.) Torr. - malva cimarrona de Cuba[2]
- Malvastrum coromandelianum (L.) Garcke - malva rizada de Cuba[2]
- Malvastrum tomentosum (L.) S.R.Hill - escoba cimarrona del Perú[2]